# Yoasobi
Yoasobi, stylisé YOASOBI, est un superduo de musique japonaise, originaire de Tokyo. Il est formé par Sony Music Entertainment Japan, composé du producteur de vocaloid Ayase et de l'auteure-compositrice-interprète Ikura (de son vrai nom 幾田りら). Représenté par le slogan « roman en musique », le duo a sorti des chansons inspirées de romans postés sur monogatary.com, un média social centré sur le roman exploité par leur label, qui provient également de divers médias comme des romans écrits par des auteurs professionnels, des livres et des lettres.
Après être devenu viral sur les réseaux sociaux, le premier single de Yoasobi en 2019, Yoru ni Kakeru, leur a donné une certaine notoriété, atteignant le sommet du Billboard Japan Hot 100 pendant six semaines non consécutives, ainsi que le palmarès de fin d'année 2020. De plus le titre devient la première chanson à être certifiée diamant pour le streaming par Recording Industry Association of Japan (RIAJ). Il a été suivi par d'autres singles à succès, tels que Gunjō, inspiré de Blue Period, et Kaibutsu, le générique d'ouverture de la deuxième saison de Beastars.
Les deux premiers EP du groupe, The Book et The Book 2 (tous deux en 2021), ont tous deux atteint la deuxième place du classement des albums Oricon. Ils ont également sorti les EP E-Side et E-Side 2, contenant les versions anglaises de leurs titres.

## Histoire
En décembre 2021, Yoasobi annonce une collaboration avec quatre romanciers lauréats du prix Naoki pour écrire et chanter quatre titres basés sur leur histoires, tout en reprenant le thème « une histoire à lire quand vous faites [quelque chose] pour la première fois ». La collaboration contient Watashi Dake no Shoyūsha de Rio Shimamoto, Yūrei de Mizuki Tsujimura, Iro Chigai no Trump de Miyuki Miyabe, et Hikari no Tane de Eto Mori. Tous les romans ont été publiés pour la première fois le 16 février 2022, réunis dans le livre Hajimete no, de Suirinsha,. Le premier single du projet, Mr., basé sur l'histoire de Shimamoto, sort le même jour que la publication du livre suivi de la chanson basée sur le roman de Mori, Suki da, le 30 mai. La troisième chanson est publiée le 18 novembre 2022, intitulée Umi no Manimani, basée sur le roman de Tsujimura.
À la fin de mars 2022, le duo publie plusieurs projets musicaux. Le premier est Baka Majime, une collaboration avec le duo de hip-hop Creepy Nuts, sorti le 20 mars, sous le nom d'Ayase et Lilas Ikuta puisque la chanson n'était pas basée sur un roman comme les sorties de Yoasobi. Il est suivi par leur premier album vidéo, The Film, sorti le 23 mars 2022, contenant les trois concerts du duo tenus en 2021, et leur épisode version agrandie de l'émission documentaire Jōnetsu Tairiku. Finalement, la version ballade de Ano Yume o Nazotte, présentée dans la publicité télévisée de CalorieMate 2021, Midnight Train sort le 30, pour accompagner le live action Smash basé sur le roman homonyme dont la chanson est tirée. Yoasobi a collaboré avec Gen Hoshino pour interpréter le single de Hoshino Sun à Kimi no Koe ga Kikitai le 6 mai.
Yoasobi s'associe à Book Truck en juillet 2022 pour lancer une librairie et un café pop-up appelés Tabi Suru Honya-san Yoasobi-gō : Books & Café. En août, le duo participe pour la première fois à trois festivals de musique annuels japonais : Rock in Japan Festival, Rising Sun Rock Festival, et Sweet Love Shower. Ils sortent en surprise la version autonome de Moshi mo Inochi ga Egaketara le 12 août 2022 pour commémorer l'anniversaire de la première de la scène du même nom. 99] Le duo a sorti le thème d'ouverture de l'anime japonais Mobile Suit Gundam: The Witch from Mercury, intitulé Shukufuku, le 1er octobre 2022 en version numérique et le 9 novembre 2022 en version physique. La chanson s'inspire du scénariste de l'anime Yurikago no Hoshi, Ichirō Ōkouchi. Le duo publie son deuxième EP en anglais E-Side 2 le 18 novembre, précédé de The Swallow, et The Blessing le même mois.
Le duo participe pour la première fois au festival de musique Head in the Clouds, qui s'est tenu à Jakarta, en Indonésie, et à Manille, aux Philippines, en décembre 2022. Il est prévu qu'ils entament leur première tournée de concerts, intitulée Yoasobi Arena Tour 2023, dans six villes du Japon, en commençant par Nagoya le 5 avril et en terminant par Saitama le 4 juin 2023. Le duo collaborera avec Universal Studios Japan pour écrire et chanter une chanson du concours de romans 2023 organisé par une campagne de soutien aux étudiants appelée Unibaru, sous le thème « épisode inoubliable de l'âge des études au parc ».

## Membres
- Ayase - producteur, auteur-compositeur
- Ikura – chant
- Zacro Misohagi - chœur, clavier
- AssH – guitare
- Honogumo – batterie
- Hikaru Yamamoto – basse

## Discographie

### EP
| Titre                                                            | Détails                                                                                     | Meilleure position | Meilleure position | Meilleure position | Ventes           | Certifications                                              |
| Titre                                                            | Détails                                                                                     | JPN                | JPN Comb.          | JPN Hot            | Ventes           | Certifications                                              |
| ---------------------------------------------------------------- | ------------------------------------------------------------------------------------------- | ------------------ | ------------------ | ------------------ | ---------------- | ----------------------------------------------------------- |
| The Book                                                         | - Sortie : 6 janvier 2021 - Label: Sony Japan - Formats : CD, téléchargement, streaming     | 2                  | 2                  | 2                  | - JPN : 267 000, | - RIAJ : - Disque d'or (physique) - Disque d'or (numérique) |
| E-Side                                                           | - Sortie : 12 novembre 2021 - Label : Sony Japan - Formats : téléchargement, streaming      | —                  | 19                 | 9                  | - JPN : 9 400    |                                                             |
| The Book 2                                                       | - Sortie : 1er décembre 2021 - Label : Sony Japan - Formats : CD, téléchargement, streaming | 2                  | 2                  | 1                  | - JPN : 176 000  | - RIAJ : Disque d'or (physique)                             |
| E-Side 2                                                         | - Sortie : 18 novembre 2022 - Label : Sony Japan - Formats : téléchargement, streaming      | —                  | 42                 | 10                 | - JPN : 3 532    |                                                             |
| The Book 3                                                       | - Sortie : 4 octobre 2023 - Label : Sony Japan - Formats : CD, téléchargement, streaming    | 2                  | 2                  | 2                  | - JPN : 123,866  | - RIAJ : Disque d'or (physique)                             |
| « — » montre qu'aucun classement n'a été atteint dans la région. |                                                                                             |                    |                    |                    |                  |                                                             |

### Singles (THE BOOK 1, 2 et 3)
| Titre du single                                           | Titre du single                    | Album connexe | Date de sortie     | Notes supplémentaires |
| --------------------------------------------------------- | ---------------------------------- | ------------- | ------------------ | --- |
| 夜に駆ける (litt: Je cours dans la nuit)                  | Yoru ni kakeru                     | THE BOOK 1    | 15 décembre 2019   | Inspiré du roman タナトスの誘惑 (litt. L'invitation de Thanatos) de l'auteur Mayo Hoshino. |
| あの夢をなぞって (litt: Poursuivant ce rêve)              | Ano yume wo nazotte                | THE BOOK 1    | 18 janvier 2020    | Inspiré du roman 夢の雫と星の花 (litt. Les gouttes de pluie de mon rêve et la fleur stellaire) de Sōta Ishiki. |
| ハルジオン(litt: Vergerette de Philadelphie               | Harujion                           | THE BOOK 1    | 11 mai 2020        | Inspiré du roman それでも、ハッピーエンド (litt. Néanmoins, Happy End) de Shunki Hashizume. |
| たぶん (litt: Peut-être)                                  | Tabun                              | THE BOOK 1    | 18 juillet 2020    | Inspiré du roman たぶん (litt. Peut-être) de Shinano. |
| 群青 (litt: Bleu outremer)                                | Gunjō                              | THE BOOK 1    | 1er septembre 2020 | Inspiré du manga Blue Period. En collaboration avec le groupe Plusonica. |
| ハルカ                                                    | Haruka                             | THE BOOK 1    | 18 décembre 2020   | Inspiré du roman "月王子" (litt. Le prince de la lune) de l'écrivain et scénariste Suzuki Osamu, roman reprenant le personnage éponyme du Petit Prince. |
| 怪物 (litt: Le monstre)                                   | Kaibutsu                           | THE BOOK 2    | 6 janvier 2021     | Génériques respectivement de début et de fin de la deuxième saison de Beastars, réalisée par Orange, distribuée par Netflix et adaptée du manga écrit et dessiné par Paru Itagaki. |
| 優しい彗星(litt: La douce comète)                         | Yasashii suisei                    | THE BOOK 2    | 20 janvier 2021    | Génériques respectivement de début et de fin de la deuxième saison de Beastars, réalisée par Orange, distribuée par Netflix et adaptée du manga écrit et dessiné par Paru Itagaki. |
| もう少しだけ (litt: Encore un peu)                        | Mō sukoshi dake                    | THE BOOK 2    | 10 mai 2021        | Inspiré du roman めぐる (litt. Je tournois) de Chiharu. |
| 三原色 (litt: RVB)                                        | Sangenshoku                        | THE BOOK 2    | 2 juillet 2021     | Inspiré du roman RGB de Yuichirō Komikado. Le single a servi de musique de publicité pour le fournisseur de services mobiles japonais Ahamo. |
| アンコール (litt: Le Rappel)                              | Ankōru                             | THE BOOK 1    | 2 juillet 2021     | Inspiré du roman 世界の終わりと、さよならのうた (litt. C'est la fin du monde, et je chante mon adieu) de Kanami Minakami. |
| ラブレター (litt: lettre d'amour)                         | Rabu retā                          | THE BOOK 2    | 9 août 2021        | — |
| 大正浪漫 (litt: Romance de l'ère Taishō)                  | Taishō roman                       | THE BOOK 2    | 15 septembre 2021  | — |
| ツバメ(litt: L'hirondelle)                                | Tsubame                            | THE BOOK 2    | 25 octobre 2021    | — |
| ミスター (litt: Mister)                                   | Misutā                             | THE BOOK 3    | 16 février 2022    | — |
| あの夢をなぞって (Ballade Ver.)                           | Ano yume wo nazotte (Ballade Ver.) | THE BOOK 3    | 30 mars 2022       | — |
| 好きだ (litt: Je t'aime)                                  | Suki da                            | THE BOOK 3    | 30 mai 2022        | — |
| もしも命が描けたら (litt: Si je pouvais dessiner une vie) | Moshimo inochi wo egaketara        | THE BOOK 2    | 12 août 2022       | — |
| 祝福 (litt: Bénédiction)                                  | Shukufuku                          | THE BOOK 3    | 1er octobre 2022   | — |
| 海のまにまに (litt: À la merci de la mer)                 | Umi no manima ni                   | THE BOOK 3    | 18 septembre 2022  | — |
| アドベンチャー (litt: Adventure)                          | Adobenchā                          | THE BOOK 3    | 15 février 2023    | Single en collaboration avec le parc d'attractions Universal Studios Japan. Nouveau single après une pause notable de 5 mois que le groupe s'est octroyé. |
| セブンティーン (litt: Seventeen)                          | Sebuntīn                           | THE BOOK 3    | 27 mars 2023       | — |
| アイドル (litt: Idol)                                     | Aidoru                             | THE BOOK 3    | 12 avril 2023      | Opening pour la première saison de Oshi no ko, réalisée par Doga Kobo et distribuée en France par ADN, adaptée du manga écrit par Aka Akasaka et dessinée par Mengo Yokoyari. |
| 夜に駆ける From THE FIRST TAKE                            | 夜に駆ける From THE FIRST TAKE     | Hors-série    | 21 septembre 2023  | Version THE FIRST TAKE de Yoru ni Kakeru. |
| 勇者 (litt: Le preux)                                     | Yūsha                              | THE BOOK 3    | 29 septembre 2023  | Opening de la première saison de Frieren (épisodes 1 à 16), réalisée par Keiichirō Saitō et distribuée en France par Crunchyroll. Série adaptée du manga écrit par Yamada Kanehito et dessiné par Abe Tsukasa. |
| Biri-Biri (litt: Picotement)                              | Biri-Biri (litt: Picotement)       | À annoncer    | 18 novembre 2023   | Single en collaboration avec Pokémon pour la sortie de Pokémon Écarlate et Violet. |
| HEART BEAT                                                | HEART BEAT                         | À annoncer    | 26 décembre 2023   | Single crée en l'honneur du 18e festival de la NHK qui s'est tenu le 25 décembre 2023. En plus du retour de Plusonica depuis Gunjō, 1000 personnes de 18 ans ont pu se rajouter au chœur. Ils ont fait part de leurs peurs, trac et autres angoisses à Yoasobi, ce qui a motivé le groupe à créer cette musique très personnelle pour les motiver à leur tour. Ces mêmes 1000 personnes ont été ainsi convoquées pour chanter en chœur avec Ikura et Plusonica le jour du festival. |
| Undead                                                    | Undead                             | À annoncer    | 1er juin 2024      | Générique d'ouverture de l'anime "Monogatari Series: Off & Monster Season" |
| 舞台に立って (litt: Debout sur l'estrade)                 | Butai ni tatte                     | À annoncer    | 7 août 2024        | Single crée en vue des Jeux Olympiques de Paris 2024, basé sur trois nouvelles: Hanareta Futari de Taizan 5, Parallel Lane de Yūki Kirishima, ainsi que Owaranai Deuce de Hirusagari Haruno, tous parus sur Shonen Jump +. |
| モノトーン (litt: Monotone)                               | Monotone                           | À annoncer    | 1er octobre 2024   | Chanson pour le film d'animation Fureru de Mari Okada |
| New Me                                                    | New Me                             | À annoncer    | 30 novembre 2024   | Single inspiré de la nouvelle 白山通り炎上の件 littéralement incendie à Hakusan Dori |
| PLAYERS                                                   | PLAYERS                            | À annoncer    | 21 mars 2025       | Collaboration avec Sony PlayStation rejoignant le mouvement #MemoryOfPlay sur X, fêtant les 30 ans de la sortie de la PlayStation de nom de code "Project : Memory Card". |
| Watch me!                                                 | Watch me!                          | À annoncer    | 18 mai 2025        | Single inspiré de la nouvelle 心コロロン Kokoro Kororon de Kenta Shinohara. La musique a également servi comme opening à l'anime Witch Watch. |

### Singles (E-SIDE 1, 2 et 3)
| Titre du single        | Date de sortie   | Album connexe et sortie | Album connexe et sortie | Nom de la version originale (rōmaji) |
| ---------------------- | ---------------- | ----------------------- | ----------------------- | ------------------------------------ |
| Into The Night         | 2 juillet 2021   | E-SIDE 1                | 12 novembre 2021        | Yoru ni kakeru                       |
| RGB                    | 16 juillet 2021  | E-SIDE 1                | 12 novembre 2021        | Sangenshoku                          |
| Monster                | 30 juillet 2021  | E-SIDE 1                | 12 novembre 2021        | Kaibutsu                             |
| Blue                   | 29 octobre 2021  | E-SIDE 1                | 12 novembre 2021        | Gunjō                                |
| Haven't                | 11 novembre 2021 | E-SIDE 1                | 12 novembre 2021        | Tabun                                |
| Encore                 | 11 novembre 2021 | E-SIDE 1                | 12 novembre 2021        | Ankōru                               |
| Comet                  | 11 novembre 2021 | E-SIDE 1                | 12 novembre 2021        | Tsubame                              |
| Tracing that dream     | 11 novembre 2021 | E-SIDE 1                | 12 novembre 2021        | Ano yume wo nazotte                  |
| The Swallow            | 4 septembre 2022 | E-SIDE 2                | 18 novembre 2022        | Tsubame                              |
| The Blessing           | 8 novembre 2022  | E-SIDE 2                | 18 novembre 2022        | Shukufuku                            |
| If I Could Draw a Life | 18 novembre 2022 | E-SIDE 2                | 18 novembre 2022        | Moshimo inochi wo egaketara          |
| Halzion                | 18 novembre 2022 | E-SIDE 2                | 18 novembre 2022        | Harujion                             |
| Haruka                 | 28 novembre 2022 | E-SIDE 2                | 18 novembre 2022        | Haruka                               |
| Just a Little Step     | 28 novembre 2022 | E-SIDE 2                | 18 novembre 2022        | Mou sukoshi dake                     |
| Romance                | 10 décembre 2022 | E-SIDE 2                | 18 novembre 2022        | Taishō roman                         |
| Love Letter            | 10 décembre 2022 | E-SIDE 2                | 18 novembre 2022        | Rabu retā                            |
| Idol                   | 25 mai 2023      | E-SIDE 3                | 12 avril 2024           | Aidoru                               |
| The Brave              | 24 novembre 2023 | E-SIDE 3                | 12 avril 2024           | Yūsha                                |
| Biri-Biri              | 4 décembre 2024  | E-SIDE 3                | 12 avril 2024           | Biri-Biri                            |
| Adventure              | 18 novembre 2023 | E-SIDE 3                | 12 avril 2024           | Adobenchā                            |
| Mister                 | 12 Avril 2024    | E-SIDE 3                | 12 avril 2024           | Misutā                               |
| Manimani               | 12 Avril 2024    | E-SIDE 3                | 12 avril 2024           | Umi no manima ni                     |
| Seventeen              | 12 Avril 2024    | E-SIDE 3                | 12 avril 2024           | Sebuntīn                             |
| Loving You             | 12 Avril 2024    | E-SIDE 3                | 12 avril 2024           | Suki da                              |
| Undead                 | 28 février 2025  | A annoncer              | A annoncer              | Undead                               |
| Player                 | 23 mai 2025      | A annoncer              | A annoncer              | Player                               |
| Watch Me!              | 30 mai 2025      | A annoncer              | A annoncer              | Watch Me!                            |